# القوالیش
القوالیش یک منطقهٔ مسکونی در لیبی است که در استان جبل غربی واقع شده‌است.